# Comostolopsis germana
Comostolopsis germana là một loài bướm đêm trong họ Geometridae.